# Mariano Calvo López
Mariano Calvo López (Toledo, 1951) es un escritor, periodista y poeta español. Autor de novela histórica, biografía y ensayo, ha sido un destacado divulgador de la ciudad de Toledo y del Siglo de Oro. En su edición crítica del Lazarillo de Tormes (2020) defiende la autoría de Juan de Valdés. A lo largo de su carrera ha recibido diversos premios y reconocimientos, destacando el Premio “Ciudad de Toledo” que obtuvo en las categorías de periodismo y narrativa en varias convocatorias, y el Premio Castilla-La Mancha de Investigación y Ensayo.[cita requerida]

## Biografía
Nacido en Toledo, ciudad  a la que ha dedicado gran parte de sus investigaciones, estudió Periodismo en la Universidad Complutense de Madrid y a partir de entonces comenzó a trabajar en distintos medios periodísticos de la época. A los veintidós años comenzó su colaboración  en la revista humorística La Codorniz con el seudónimo «Istolacio». Fue director y cofundador del semanario La Región castellano-manchega así como de El Castellano Independiente. Ha sido columnista cultural en varios medios: diario Ya de Toledo y ABC de Castilla-La Mancha. Durante varios años fue corresponsal en Toledo de Televisión Española.  Desde su cargo como Técnico Superior, ha sido Jefe del Servicio de Publicaciones e Información de las Cortes de Castilla-La Mancha. Es presidente y fundador de la Asociación de Amigos de Garcilaso, creador de su página web, y miembro del consejo asesor de la Fundación Garcilaso de la Vega.
Junto al arquitecto medievalista Jean Passini, ha desarrollado diversas investigaciones históricas consiguiendo la localización de la casa de Cervantes en Toledo, la del cronista Sebastián de Horozco, y las dos viviendas habitadas por Lope de Vega en esta ciudad. Asimismo, promovió la búsqueda y posterior puesta en escena de una olvidada pieza operística de Ruperto Chapí sobre  Garcilaso, La muerte de Garcilaso.

## Obra
Sus trabajos literarios, tanto de creación como de investigación o de divulgación, están ligados a personajes como Garcilaso de la Vega, Lazarillo de Tormes, Cervantes, Lope de Vega y Azarquiel, así como a la Escuela de Traductores de Toledo, tema central de su novela La catedral de los traductores (2018). Esta última, junto con La leyenda del Cerro del Bú y Azarquiel, el astrónomo de Toledo, forman una trilogía sobre el pasado árabe de Toledo, desde la conquista musulmana hasta la caída del reino taifa toledano.
El libro Rutas Literarias de Toledo contiene más de 150 localizaciones urbanas asociadas a 16 grandes autores de la literatura española, desde la Edad Media hasta el siglo XX. Entre otras aportaciones, se apunta el lugar donde se compuso el Libro de buen amor, se señala el Hospital de Santa Cruz como el sitio probable donde San Juan de la Cruz escribió el Cántico espiritual, y se subraya el papel de Rodrigo de Cota como el «antiguo autor» de La Celestina.
En su ensayo Lazarillo de Tormes, una novela en busca de autor (2020) desarrolla la teoría de que la novela fue escrita en Toledo por el conquense Juan de Valdés, entre agosto de 1525 y febrero de 1526, en el conocido hoy como palacio de Munárriz. Según su estudio, el Lazarillo de Tormes nunca tuvo vocación de obra anónima sino que esta circunstancia se debió a la persecución que sufrió su autor por parte de la Inquisición.
Ha escrito numerosos artículos de carácter cultural, en su mayor parte vinculados con Toledo. Su obra poética se halla dispersa en revistas literarias, certámenes, homenajes, y en un libro de sonetos: Estampas de Don Quijote y Sancho (2005). 

### Libros
- La leyenda del cerro del Bú (Toledo: Caja de Ahorros, 1983)
- Garcilaso de la Vega, entre el verso y la espada (Toledo: Servicio de Publicaciones, JCCM,1992)
- Engorro y neuralgia de Toledo (Toledo: Zodocover, 1992)
- Teoría de Toledo y otras teorías (Toledo: Azacanes, 2001)
- Azarquiel, el astrónomo de Toledo (Toledo: Pareja, 2002)
- Estampas de Don Quijote y Sancho (Toledo: CCM, 2005)
- Rutas literarias de Toledo (Toledo: Cuarto Centenario, 2012)
- La catedral de los traductores (Toledo: Cuarto Centenario, 2018).
- Lazarillo de Tormes, una novela en busca de autor (Toledo: Almud, 2020).
- La Utopía esperando sentada, y otros microrrelatos de varia lección (Toledo: Almud, 2022).